# BMC Racing Team
BMC Racing Team (BMC) är ett amerikanskt cykelstall som tillhör UCI World Tour. Laget grundades 2007, och bar redan då samma namn som idag.
Laget sponsras av den schweiziska cykeltillverkaren BMC.
Inför 2010 års säsong värvades dåvarande världsmästaren Cadel Evans till laget, och australiensaren vann under året vårklassikern Vallonska pilen. Laget deltog samma år i sina första Grand tours. 2011 var Evans en av favoriterna inför sommarens Tour de France. Evans vann en etapp och lyckades ta över ledartröjan under den näst sista etappen, vilket ledde till att han vann tävlingen.
I slutet av 2012 års säsong vann lagets belgiska cyklist Philippe Gilbert världsmästerskapens linjelopp. Två år senare tog laget överraskande guld i världsmästerskapens lagtempolopp.

## Laguppställning

### 2017
| Laguppställning 2017                     | Laguppställning 2017 | Laguppställning 2017                   | Laguppställning 2017 |
| Namn                                     | Födelsedatum         | Tidigare lag                           |                      |
| ---------------------------------------- | -------------------- | -------------------------------------- | -------------------- |
| Tom Bohli                                | 17 januari 1994      | BMC Development (2015)                 |                      |
| Brent Bookwalter                         | 16 februari 1984     | VMG Racing (2007)                      |                      |
| Damiano Caruso                           | 12 oktober 1987      | Cannondale (2014)                      |                      |
| Alessandro De Marchi                     | 19 maj 1986          | Cannondale (2014)                      |                      |
| Rohan Dennis                             | 28 maj 1990          | Garmin-Sharp (2014)                    |                      |
| Silvan Dillier                           | 3 augusti 1990       | BMC Development (2013)                 |                      |
| Jempy Drucker                            | 3 september 1986     | Wanty-Groupe Gobert (2014)             |                      |
| Martin Elmiger                           | 23 september 1978    | IAM Cycling (2016)                     |                      |
| Kilian Frankiny                          | 26 januari 1994      | BMC Development (2016)                 |                      |
| Floris Gerts                             | 3 maj 1992           | BMC Development (2015)                 |                      |
| Ben Hermans                              | 8 juni 1986          | RadioShack-Leopard (2013)              |                      |
| Stefan Küng                              | 16 november 1993     | BMC Development (2014)                 |                      |
| Amaël Moinard                            | 2 februari 1982      | Cofidis, le Crédit en Ligne (2010)     |                      |
| Daniel Oss                               | 13 januari 1987      | Liquigas-Cannondale (2012)             |                      |
| Richie Porte                             | 30 januari 1985      | Team Sky (2015)                        |                      |
| Manuel Quinziato                         | 30 oktober 1979      | Liquigas-Doimo (2010)                  |                      |
| Nicolas Roche                            | 3 juli 1984          | Team Sky (2016)                        |                      |
| Joey Rosskopf                            | 5 september 1989     | Hincapie Sportswear Development (2014) |                      |
| Samuel Sánchez (19 feb–5 okt, not)       | 5 februari 1978      | Euskaltel Euskadi (2013)               |                      |
| Michael Schär                            | 29 september 1986    | Astana (2009)                          |                      |
| Miles Scotson                            | 18 januari 1994      | Illuminate (2016)                      |                      |
| Manuel Senni                             | 11 mars 1992         | Colpack (2014)                         |                      |
| Dylan Teuns                              | 1 mars 1992          | BMC Development (2014)                 |                      |
| Greg Van Avermaet                        | 17 maj 1985          | Omega Pharma-Lotto (2010)              |                      |
| Tejay van Garderen                       | 12 augusti 1988      | HTC-Highroad (2011)                    |                      |
| Francisco José Ventoso                   | 6 maj 1982           | Movistar Team (2016)                   |                      |
| Loïc Vliegen                             | 20 december 1993     | BMC Development (2015)                 |                      |
| Danilo Wyss                              | 26 augusti 1985      | Atlas-Romer's Hausbäckerei (2007)      |                      |
| Nathan Van Hooydonck (15 maj–31 dec)     | 12 oktober 1995      | BMC Development (2017)                 |                      |
| Patrick Müller (1 aug–31 dec, trainee)   | 18 april 1996        | BMC Development (2017)                 |                      |
| Bram Welten (1 aug–31 dec, trainee)      | 29 mars 1997         | BMC Development (2017)                 |                      |
|                                          |                      |                                        |                      |
| Källor: ProCyclingStats Cycling Quotient |                      |                                        |                      |

not: Samuel Sánchez, avskedad för dopning

### 2016
| Laguppställning 2016                     | Laguppställning 2016 | Laguppställning 2016                   | Laguppställning 2016 |
| Namn                                     | Födelsedatum         | Tidigare lag                           |                      |
| ---------------------------------------- | -------------------- | -------------------------------------- | -------------------- |
| Darwin Atapuma                           | 15 januari 1988      | Colombia (2013)                        |                      |
| Tom Bohli                                | 17 januari 1994      | BMC Development (2015)                 |                      |
| Brent Bookwalter                         | 16 februari 1984     | VMG Racing (2007)                      |                      |
| Marcus Burghardt                         | 30 juni 1983         | Columbia-HTC (2009)                    |                      |
| Damiano Caruso                           | 12 oktober 1987      | Cannondale (2014)                      |                      |
| Alessandro De Marchi                     | 19 maj 1986          | Cannondale (2014)                      |                      |
| Rohan Dennis                             | 28 maj 1990          | Garmin-Sharp (2014)                    |                      |
| Silvan Dillier                           | 3 augusti 1990       | BMC Development (2013)                 |                      |
| Jempy Drucker                            | 3 september 1986     | Wanty-Groupe Gobert (2014)             |                      |
| Floris Gerts                             | 3 maj 1992           | BMC Development (2015)                 |                      |
| Philippe Gilbert                         | 5 juli 1982          | Omega Pharma-Lotto (2011)              |                      |
| Ben Hermans                              | 8 juni 1986          | RadioShack-Leopard (2013)              |                      |
| Stefan Küng                              | 16 november 1993     | BMC Development (2014)                 |                      |
| Amaël Moinard                            | 2 februari 1982      | Cofidis, le Crédit en Ligne (2010)     |                      |
| Daniel Oss                               | 13 januari 1987      | Liquigas-Cannondale (2012)             |                      |
| Taylor Phinney                           | 27 juni 1990         | Trek Livestrong U23 (2010)             |                      |
| Richie Porte                             | 30 januari 1985      | Team Sky (2015)                        |                      |
| Manuel Quinziato                         | 30 oktober 1979      | Liquigas-Doimo (2010)                  |                      |
| Joey Rosskopf                            | 5 september 1989     | Hincapie Sportswear Development (2014) |                      |
| Samuel Sánchez                           | 5 februari 1978      | Euskaltel Euskadi (2013)               |                      |
| Michael Schär                            | 29 september 1986    | Astana (2009)                          |                      |
| Manuel Senni                             | 11 mars 1992         | Colpack (2014)                         |                      |
| Dylan Teuns                              | 1 mars 1992          | BMC Development (2014)                 |                      |
| Greg Van Avermaet                        | 17 maj 1985          | Omega Pharma-Lotto (2010)              |                      |
| Tejay van Garderen                       | 12 augusti 1988      | HTC-Highroad (2011)                    |                      |
| Peter Velits                             | 21 februari 1985     | Omega Pharma-Quick Step (2013)         |                      |
| Loïc Vliegen                             | 20 december 1993     | BMC Development (2015)                 |                      |
| Danilo Wyss                              | 26 augusti 1985      | Atlas-Romer's Hausbäckerei (2007)      |                      |
| Rick Zabel                               | 7 december 1993      | Rabobank Development (2013)            |                      |
| Taylor Eisenhart (1 aug–31 dec, trainee) | 14 juni 1994         | BMC Development (2016)                 |                      |
| Fabian Lienhard (1 aug–31 dec, trainee)  | 3 september 1993     |                                        |                      |
|                                          |                      |                                        |                      |
| Källor: ProCyclingStats Cycling Archives |                      |                                        |                      |

### 2015
| Laguppställning 2015                    | Laguppställning 2015 | Laguppställning 2015                   | Laguppställning 2015 |
| Namn                                    | Födelsedatum         | Tidigare lag                           |                      |
| --------------------------------------- | -------------------- | -------------------------------------- | -------------------- |
| Darwin Atapuma                          | 15 januari 1988      | Colombia (2013)                        |                      |
| Brent Bookwalter                        | 16 februari 1984     | VMG Racing (2007)                      |                      |
| Marcus Burghardt                        | 30 juni 1983         | Columbia-HTC (2009)                    |                      |
| Damiano Caruso                          | 12 oktober 1987      | Cannondale (2014)                      |                      |
| Alessandro De Marchi                    | 19 maj 1986          | Cannondale (2014)                      |                      |
| Rohan Dennis                            | 28 maj 1990          | Garmin-Sharp (2014)                    |                      |
| Silvan Dillier                          | 3 augusti 1990       | BMC Development (2013)                 |                      |
| Jempy Drucker                           | 3 september 1986     | Wanty-Groupe Gobert (2014)             |                      |
| Cadel Evans                             | 14 februari 1977     | Silence-Lotto (2009)                   |                      |
| Campbell Flakemore                      | 6 augusti 1992       | Avanti Racing Team (2014)              |                      |
| Philippe Gilbert                        | 5 juli 1982          | Omega Pharma-Lotto (2011)              |                      |
| Ben Hermans                             | 8 juni 1986          | RadioShack-Leopard (2013)              |                      |
| Stefan Küng                             | 16 november 1993     | BMC Development (2014)                 |                      |
| Klaas Lodewyck                          | 24 mars 1988         | Omega Pharma-Lotto (2011)              |                      |
| Amaël Moinard                           | 2 februari 1982      | Cofidis, le Crédit en Ligne (2010)     |                      |
| Daniel Oss                              | 13 januari 1987      | Liquigas-Cannondale (2012)             |                      |
| Taylor Phinney                          | 27 juni 1990         | Trek Livestrong U23 (2010)             |                      |
| Manuel Quinziato                        | 30 oktober 1979      | Liquigas-Doimo (2010)                  |                      |
| Joey Rosskopf                           | 5 september 1989     | Hincapie Sportswear Development (2014) |                      |
| Samuel Sánchez                          | 5 februari 1978      | Euskaltel Euskadi (2013)               |                      |
| Michael Schär                           | 29 september 1986    | Astana (2009)                          |                      |
| Manuel Senni                            | 11 mars 1992         | Colpack (2014)                         |                      |
| Peter Stetina                           | 8 augusti 1987       | Garmin-Sharp (2013)                    |                      |
| Dylan Teuns                             | 1 mars 1992          | BMC Development (2014)                 |                      |
| Greg Van Avermaet                       | 17 maj 1985          | Omega Pharma-Lotto (2010)              |                      |
| Tejay van Garderen                      | 12 augusti 1988      | HTC-Highroad (2011)                    |                      |
| Peter Velits                            | 21 februari 1985     | Omega Pharma-Quick Step (2013)         |                      |
| Loïc Vliegen (24 jun–31 dec)            | 20 december 1993     | BMC Development (2014)                 |                      |
| Danilo Wyss                             | 26 augusti 1985      | Atlas-Romer's Hausbäckerei (2007)      |                      |
| Rick Zabel                              | 7 december 1993      | Rabobank Development (2013)            |                      |
| Tom Bohli (1 aug–31 dec, trainee)       | 17 januari 1994      | BMC Development (2015)                 |                      |
| Kilian Frankiny (1 aug–31 dec, trainee) | 26 januari 1994      | BMC Development (2015)                 |                      |
| Floris Gerts (1 aug–31 dec, trainee)    | 3 maj 1992           | Rabobank Development (2014)            |                      |
|                                         |                      |                                        |                      |
| Källa: ProCyclingStats                  |                      |                                        |                      |